# Boffzen
Boffzen ist eine Gemeinde an der Weser im Landkreis Holzminden im südlichen Niedersachsen (Deutschland). Sie ist Mitgliedsgemeinde und Verwaltungssitz der Samtgemeinde Boffzen.

## Geographische Lage
Boffzen liegt am Westrand des Mittelgebirges Solling östlich der Weser zwischen den nordrhein-westfälischen Städten Höxter im Norden und Beverungen im Süden. Die Rottmünde mündet in Boffzen in die Weser.

## Geschichte

### Mittelalter
Zum ersten Mal urkundlich erwähnt wurde Boffzen unter dem Namen Boffeshus in den Corveyer Traditionen. Dort wird eine Landschenkung in lateinischer Sprache festgehalten. Übersetzt heißt es dort: „Es übergab Adalbod für das Seelenheil seines Bruders Swyricdac in Boffeshus eine Hufe“.
Der Name Boffzen gehört zu den patronymischen Ortsnamen und bedeutet „Siedlung des Boffi“. Der -hausen Typus ist im niederdeutschen Sprachraum geläufiges Bildungselement frühmittelalterlicher Siedlungsnamen. Der Name Boffi ist nicht unbekannt. Berühmtester Träger dieses Namens ist Abt Bovo I. von Corvey (879–890). Er war der Nepos des Abtes Warin I. (Corvey). Leider ist der Begriff nepos mehrdeutig. Interessant ist in diesem Zusammenhang eine Wüstung Essezen im Gemeindegebiet. Sie geht sehr wahrscheinlich auf eine Benennung nach einem Asic/Esic zurück. Ein um 855 verstorbener comes Beffo soll Bruder dieses Asic gewesen sein. Ein bekannter Asig (Esikonen) war comes im Hessengau. Dieser Asic/Asig war in zweiter Ehe mit Ida der Jüngeren, vermutlich einer Tochter des dux Ekbert (Sachsen) vermählt. Es ist daher nicht unwahrscheinlich, dass die Orte Boffzen und Essezen auf ebendiesen Asic und seinen Bruder Beffo oder aber auf den Abt Bovo I zurückgehen. Die Namensähnlichkeit von Beffo und Bovo lässt es plausibel erscheinen, dass eine Verwandtschaft bestand, am ehesten vielleicht durch Ida die Jüngere und Asic. Damit wäre Bovo I auch Neffe „nepos“ des Warin.
Ende des 12. Jahrhunderts wird erstmals das Ritter- und Ministerialengeschlecht derer von Boffessen  in Urkunden erwähnt. Die Grundherren besaßen Höfe und Ländereien in Maygadessen bei Godelheim, in Bosseborn und in Höxter. Konrad von Boffessen nahm am 5. Kreuzzug ins Heilige Land teil. Im 15. Jahrhundert erlebte das Adelsgeschlecht den sozialen Abstieg. Ritter waren nicht mehr gefragt in einer Zeit, in der sich Feuerwaffen und das Landsknechtswesen etablierten. Die Spur der Familie von Boffessen verliert sich schließlich im 18. Jahrhundert.
Im Mittelalter existierte Boffzen gegenüber eine 1375 erwähnte Weserinsel.

### Boffzen in der Literatur
Boffzen mit seinem Landwehrturm ist zusammen mit der Porzellanmanufaktur Fürstenberg der Handlungsort in der 1898 erschienenen historischen Erzählung Hastenbeck von Wilhelm Raabe.

### Boffzen in den Medien
1991 erlangte der Ort überregionale Bekanntheit, als auf einem Waldparkplatz bei Boffzen zwei Polizeibeamte ermordet wurden.

### Einwohnerentwicklung
|           | 1821 | 1848 | 1871 | 1910 | 1925 | 1933 | 1939 | 1996 | 2006 | 2011 | 2017 |
| --------- | ---- | ---- | ---- | ---- | ---- | ---- | ---- | ---- | ---- | ---- | ---- |
| Einwohner | 920  | 1136 | 1368 | 2082 | 1893 | 1830 | 1969 | 3193 | 2917 | 2701 | 2737 |

## Religion

### Evangelisch-lutherische Kirche

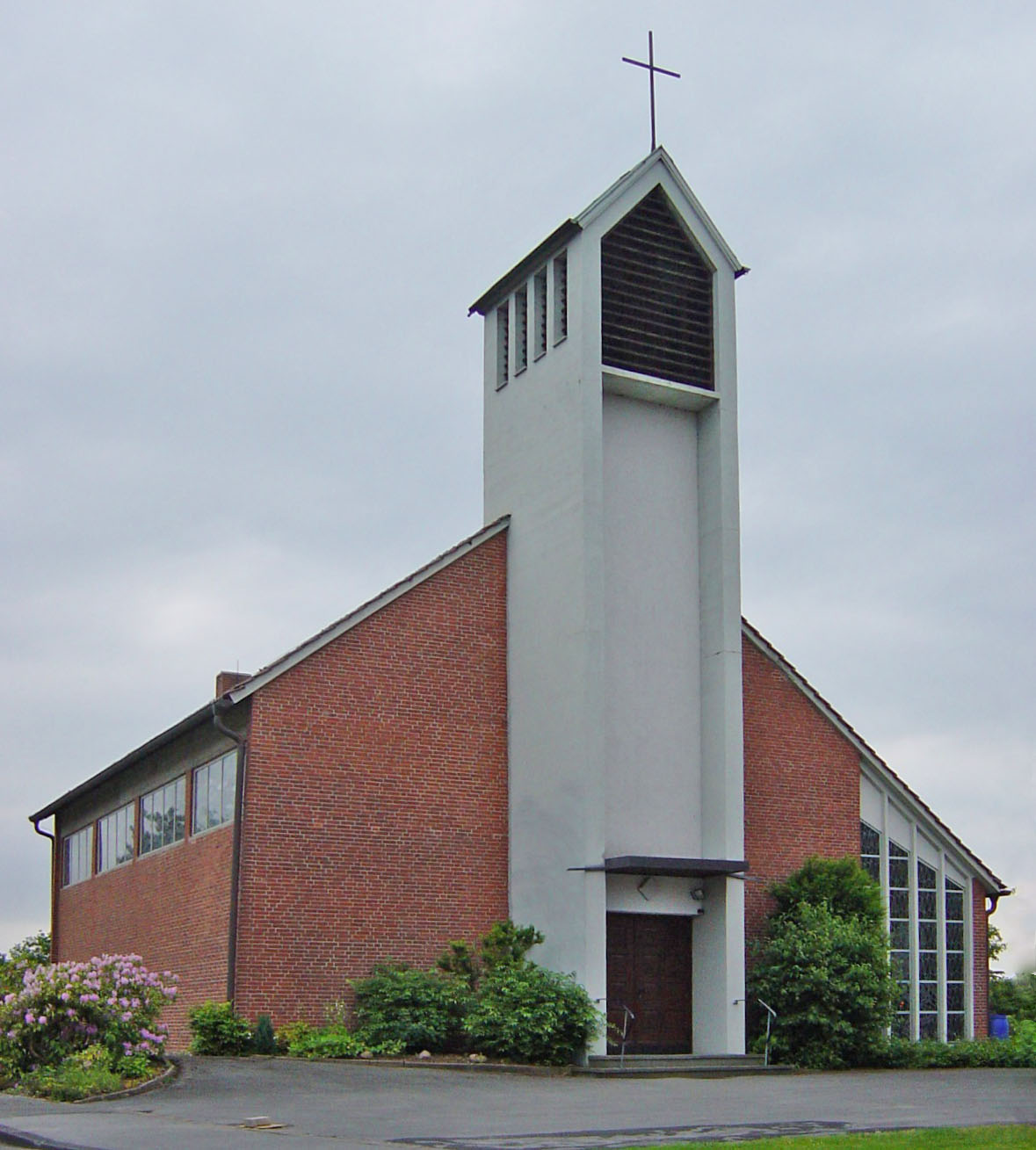
St.-Liborius-Kirche

Die evangelisch-lutherische Erlöserkirche trägt seit 1986 ihren heutigen Namen, sie gehört zur 2017 gegründeten Trinitatis-Gesamtkirchengemeinde Solling-Weser im Kirchenkreis Holzminden-Bodenwerder der Evangelisch-lutherischen Landeskirche Hannovers. Eine weitere evangelisch-lutherische Einrichtung ist die Kindertagesstätte Himmelsleiter, die 1971 als Kindergarten eröffnet wurde.

### Römisch-katholische Kirche
Die katholische St.-Liborius-Kirche ist eine Pfarrkirche im Dekanat Weserbergland des Bistums Hildesheim. Nachdem sich im seit der Reformation im 16. Jahrhundert protestantisch geprägten Boffzen infolge der Flucht und Vertreibung Deutscher aus Mittel- und Osteuropa 1945–1950 wieder Katholiken in größerer Zahl niedergelassen hatten, erfolgte 1959 die Gründung einer katholischen Kirchengemeinde. Zunächst fanden ihre Gottesdienste in einem Saal der evangelischen Kirchengemeinde statt. 1962 erfolgte an der Eichendorffstraße die Grundsteinlegung der St.-Liborius-Kirche, die 1963 geweiht wurde. 1994 wurde in Lauenförde, das zur Kirchengemeinde Boffzen gehört, die Filialkirche St. Liborius errichtet.

## Politik

### Gemeinderat
Der Rat der Gemeinde Boffzen setzt sich aus 13 Mitgliedern zusammen. Dies ist die festgelegte Anzahl für eine Gemeinde mit einer Einwohnerzahl zwischen 2001 und 3000 Einwohnern, die einer Samtgemeinde angehört. Die Ratsmitglieder werden durch eine Kommunalwahl für jeweils fünf Jahre gewählt. Die aktuelle Amtszeit begann am 1. November 2021 und endet am 31. Oktober 2026.
Bei der Kommunalwahl 2021 ergab sich folgende Sitzverteilung:
| Gemeinderat 2021Insgesamt 13 Sitze - SPD: 7 - Grüne: 1 - FDP: 1 - UWGB: 1 - CDU: 3 |

### Bürgermeister
Ehrenamtliche Bürgermeisterin ist seit 2020 Gudrun Raßmann (SPD). Ihr Stellvertreter ist Frank Dormann (SPD).
Ehemalige Bürgermeister:
- 1981–1986: Horst Adler (FDP)
- 1986–2006: Marlies Loges (SPD)
- 2006–2016: Horst Menzel (SPD)
- 2016–2020: Christian Perl (CDU)[8]

### Wappen
| Wappen von Boffzen | Blasonierung: „Durch einen silbernen (weißen) Wellenfaden von Rot und Blau gespalten. Vorn zwei silberne (weiße), gold- (gelb-)besamte Rosen und zwei goldene (gelbe) Balken, hinten drei goldene (gelbe) Ähren, belegt mit einem silbernen (weißen) durch sieben grüne Nuppen geschmückten Weinglas.“                                                 |
| Wappen von Boffzen | Wappenbegründung: Das Wappen erinnert durch die Farben Rot und Gold an die frühere Zugehörigkeit zum Stift Corvey. Die Rosen entstammen dem Wappen der ortsansässigen Herren von Boffessen. Der Wellenfaden symbolisiert die Weser, die Ähren stehen für die Landwirtschaft und das Weinglas für die jahrzehntelange im Ort beheimatete Glasindustrie. |

### Banner und Flagge
|  | 00Banner: „Das Banner ist blau-gelb-rot längsgestreift mit dem aufgelegten Wappen oberhalb der Mitte.“ |
|  | 00Hissflagge: „Die Flagge ist blau-gelb-rot quergestreift mit dem aufgelegten Wappen in der Mitte.“    |

### Partnerschaft
Seit Juni 1977 pflegt die Gemeinde Boffzen eine Partnerschaft mit der französischen Gemeinde Villers-sur-Mer im Département Calvados.
In den Jahren nach der Wende bestand außerdem eine Partnerschaft mit der damaligen Gemeinde Nachterstedt (heute ein Ortsteil der Stadt Seeland) in Sachsen-Anhalt.

## Wirtschaft und Infrastruktur

### Verkehr
Durch Boffzen führen die gemeinsame Landesstraßen 549/550 vom Brückfeld bei Höxter als Bahnhofstraße in den Ortskern. Von dort führt die L 549  (Sollingtor, Neuhäuser Straße) östlich nach Neuhaus im Solling und die L 550 (Radstaken) nach Fürstenberg (Weser). Nördlich an der Abzweigung am alten Zollhaus führt die L 550 östlich von Lüchtringen nach Holzminden.
Der Haltepunkt Boffzen lag an der inzwischen stillgelegten Bahnstrecke Holzminden–Scherfede.
Die nächstgelegenen Bahnstationen sind Höxter Rathaus an der Bahnstrecke Altenbeken–Kreiensen (KBS 403 und 355) sowie Lauenförde-Beverungen an der Bahnstrecke Ottbergen–Northeim/Göttingen (Sollingbahn) (KBS 356).

### Betriebe

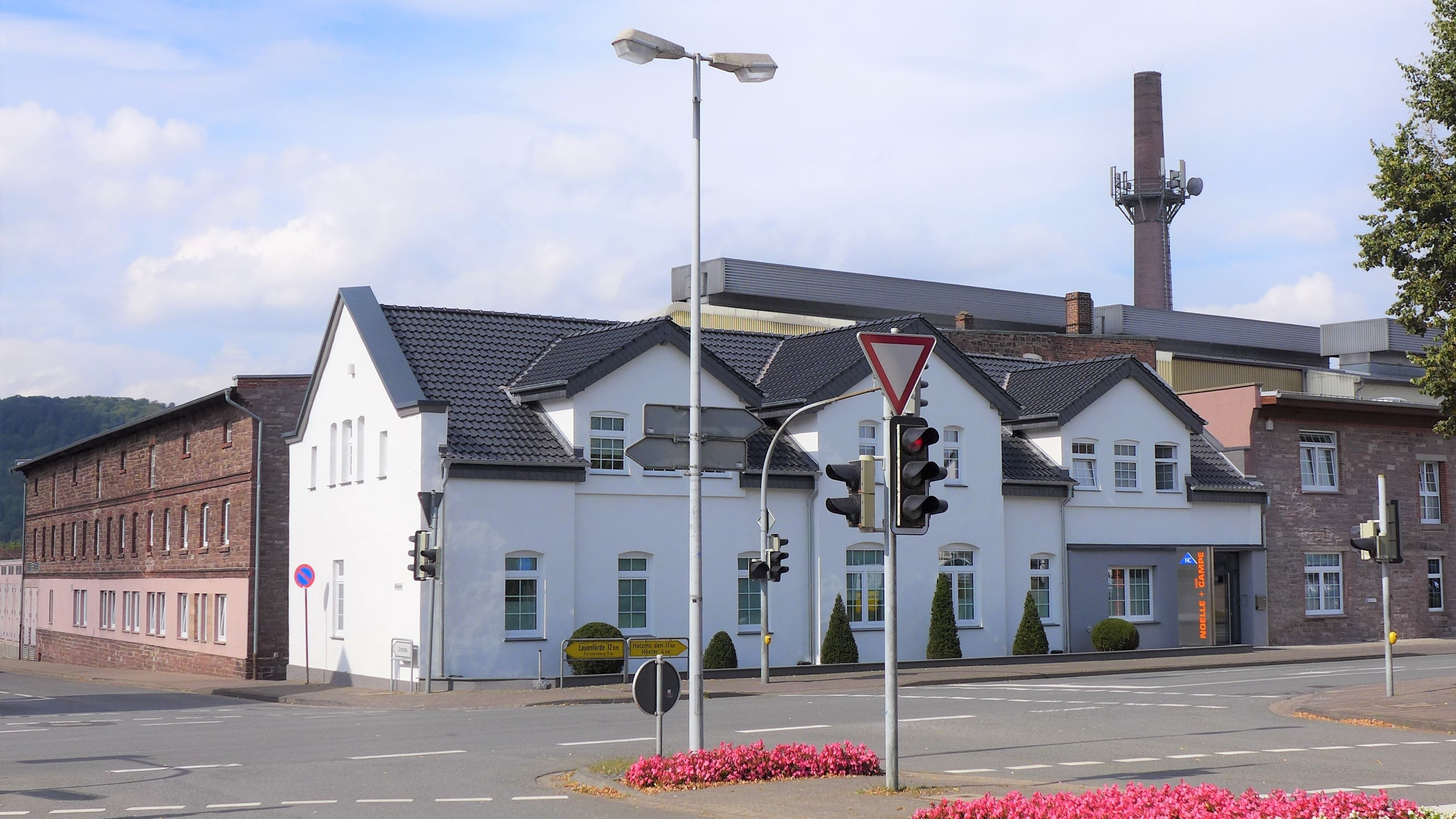
Glashütte Noelle + von Campe (Zentrale)

1866 wurde die Glashütte Bartling & Co. in Boffzen gegründet, die seit einer Umfirmierung im Jahre 1874 den Namen Noelle + von Campe Glashütte trägt. Heute stellt das Unternehmen mit rund 450 Mitarbeitern Glasverpackungen für die Lebensmittelindustrie her.
Die ehemalige Georgshütte wurde 1872 als weitere Glasfabrik in Betrieb genommen und 1989 stillgelegt.
Zu den weiteren mittelständischen Betrieben in Boffzen gehört eine der sieben bundesweiten Hauptniederlassungen der Hansa-Flex AG mit einer Niederlassung des Geschäftsbereichs Metallschläuche.

## Kultur und Sehenswürdigkeiten

### Bauwerke

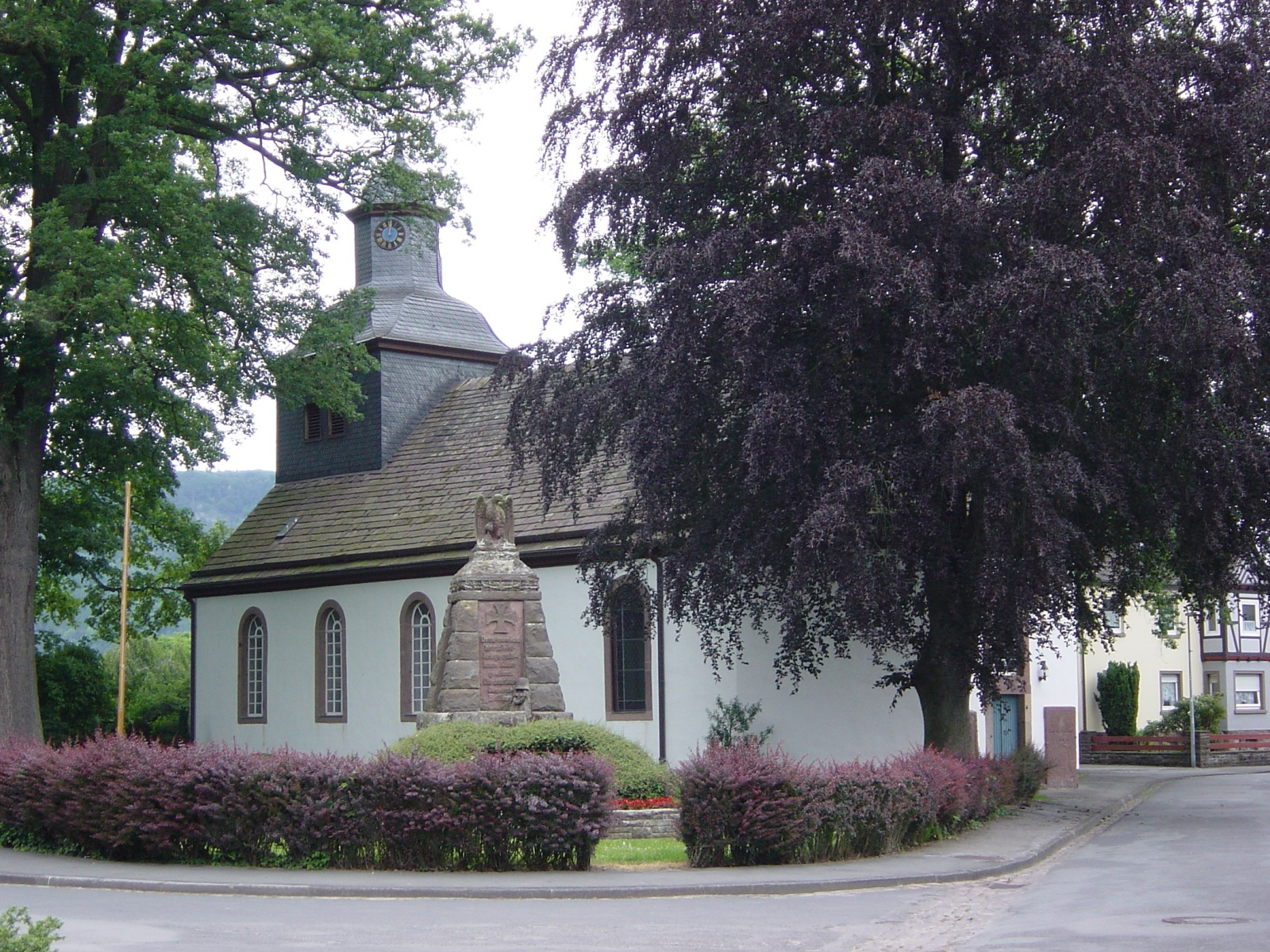
Erlöserkirche und Kriegerdenkmal in Boffzen

- Die ev.-luth. Erlöserkirche wurde 1730/37 im Süden des damaligen Dorfes am Rande der Weserniederung erbaut. Das Dach besteht aus Sollingsandstein. Im Innenraum befindet sich schlichter barocker Kanzelaltar von etwa 1736, außerdem ein gläserner Kronleuchter von 1858. Die Deckenmalerei ist aus den 1880er Jahren. 2002 wurde eine neue Orgel von der Firma Krawinkel aus Deisel eingebaut.
- Jüdischer Friedhof (Boffzen)
- Glasmuseum Boffzen

### Vereine
- 1857 Gründung des Männergesangverein von 1857
- 1873 Gründung der Kameradschaft ehemaliger Soldaten
- 1898 Gründung der Freiwilligen Feuerwehr Boffzen als Nachfolgerin einer Pflichtfeuerwehr.
- 1908 Gründung des Sportvereins FC 08 Boffzen e. V.

## Persönlichkeiten

### Söhne und Töchter der Gemeinde
- Georg Heinrich Berkhan (1747–1795), evangelisch-lutherischer Theologe, Hauptpastor an Sankt Katharinen in Hamburg
- Heinrich Wilhelm Fischer (1806–1876), deutscher Gastwirt und Politiker
- Gerhard Kalberlah (1892–1977), lutherischer Pfarrer und Kirchenrat
- August Knop (1903–1994), Ingenieur, Landrat und Reichstagsabgeordneter (NSDAP)
- Hugo Eberhard Schomburg (1904–1987), Heilpädagoge, Hochschullehrer, Quäker
- Walter Knop (1906–1991), Politiker (NSDAP)

### Mit Boffzen verbunden
- Wilhelm August Lampadius (1772–1842), Chemiker, arbeitete ab 1799 im Boffzener Pfarrhaus an der Erfindung des Leuchtgases